# Disco
Disco je žánr taneční hudby, který se vyvinul v afroamerické, hispánské, latinoamerické, italoamerické a americké gay komunitě na konci 60. až do poloviny 70. let 20. století v New Yorku (v Brooklynu) a Filadelfii.
Mezi charakteristické znaky disco patří ustálený „four-on-the-floor“ rytmus, šestnáctinový či osminový hi-hat činel prokládaný synkopickými linkami elektrické kytary, užívání dechových nástrojů, elektrického piána. V disco skladbách se obvykle vyskytují také latinskoamericky orientované prvky (salsy, rumby, samby). Bohaté hudební pozadí zahrnující nástroje, jako je například flétna, jsou často používány pro různá instrumentální sóla. Případným dalším znakem je i příležitostné použití staccata.
Mezi škálu známých disco interpretů patří například Bee Gees, Donna Summer, Jacksons, Chic či KC & The Sunshine Band. Z těch evropských je to například ABBA, Amanda Lear, Boney M.

## Kořeny disco hudby

### Historie 1965–1973
Disco má hudební kořeny v pozdější soulové hudbě, především v Philly soulu a NY soulu (oba tyto soulové žánry pramení z Detroit soulu – též známý jako Motown sound). Do disco hudby se přes Philly soul dostala také latinskoamerická perkuse, a stala se prominentní částí pozdějších disco písní v sedmdesátých letech.
Na konci 60. let 20. století se objevilo množství písní s proto-disco elementy, jako "I Got You" (James Brown, 1965), "Thank You" (Sly & the Family Stone, 1970), "Get Ready" (Temptations, 1965), "Barnadette" (Four Tops, 1967), "Only the Strong Survive" (Jerry Butler, 1968), "Soul Makossa" (Manu Dibango, 1973) a "The Love I Lost" (Harold Melvin & The Blue Notes, 1973).

### Původ slova
Slovo "disco" je vlastně zkrácené slovo "diskotéka". První diskotéka (v originálu: "discothéque") se objevila v roce 1961. V takové diskotéce (přesnější překlad: noční klub) ani nevystupovaly kapely, namísto toho se zde pouštěla hudba přímo z vinylových desek.

## Disco v hitparádě 1974–1976
Písně, které se umístily v americké hitparádě Billboard:
- "Rock Your Baby" (#1, 1974) od George McCraea
- "Love's Theme" (#1, 1974) od Barry White & Love Unlimited Orchestra
- "Jive Talking" (#1, 1975) od Bee Gees
- "You Should be Dancing" (#1, 1976) od Bee Gees
- "Disco Lady" (#1, 1976) od Johnnie Taylor

## Převaha v populární hudbě: léta 1977–1980
Hudba k filmu Horečka sobotní noci vydaná v prosinci roku 1977, která se později stala nejprodávanějším soundtrackem vůbec, disco velmi zpopularizovala. Díky tomu také mnoho hudebníků začalo s disco hudbou experimentovat. Řada jejich disco písní tím pádem nebyla to „pravé“ disco, ale byla pop (Boney M., A Taste of Honey, Donna Summer, ABBA, Village People, Bee Gees, Electric Light Orchestra, Kiss, The Doobie Brothers) se znatelným vlivem a elementy disco.

### Příklady písní a interpretů 1977–1980
- „Stayin Alive“ (1978) od Bee Gees
- „Night Fever“ (1978) od Bee Gees
- „Hot Stuff“ (1979) od Donna Summer
- „YMCA“ (1979) od Village People
- „Copacabana (At The Copa)“ (1978) od light pop hudebníka Barryho Manilowa
- „I Will Survive“ (1979) od Gloria Gaynor
- „Ring My Bell“ (1979) od Anita Ward
- „Le Freak“ (1979) od Chic
- „Don't Let Go“ (1980) od soulového zpěváka Isaaca Hayese
- „Working My Way Back To You“ (1980) od soulové skupiny The Spinners

## Konec popularity: 80. léta
Výnosy z prodeje a popularita filmu Horečka sobotní noci pobízely velké nahrávací společnosti k masovému produkování hitů v tomto žánru, jakýkoliv jiný hudební styl tím pádem nebyl tak „zaručeně výdělečný“ jako právě zhomogenizované disco zaměřené na širokou veřejnost. Přestože disco hudba nabývala nebývalé popularity, v Americe se mezitím začalo projevovat antidisco smýšlení. Toto cítění se rozšiřovalo s komercializací disco hudby a její subkultury. Se starostmi o snižující se zisky rockové rozhlasové stanice a rockoví producenti tento antidisco proud podporovali. Podle Glorie Gaynor hudební průmysl podporoval zánik stylu disco, protože producenti rockové hudby ztráceli peníze a rockoví hudebníci ztráceli pozornost všeobecného publika. Mnoho skalních fanoušků tím pádem vyjádřilo silnou nelibost vůči disco, i přes ohromnou popularitu tohoto stylu. Mezi těmito fanoušky vzrůstala obliba používání sloganu „Disco Sucks“ (což v češtině znamená přeneseně něco jako „disco je na nic“) na tričkách, na plackách a také jako graffiti.
Disco hudba a tanec byly znázorňovány fanoušky rockové hudby jako „hloupé a zženštilé“, jak se například popisuje v satirické písni „Dancin' Fool“ (#45, 1978) od Franka Zappy. Dále, někteří posluchači měli námitky vůči sexuální promiskuitě a nelegálnímu užívání drog, věcmi spjatými s disco subkulturou.
Někteří lidé také uvádějí, že v antidisco reakci je také zakotven prvek náboženského fanatismu
– v knize A Change Is Gonna Come od Craiga Wernera, se uvádí „the attacks on disco gave respectable voice to the ugliest kinds of unacknowledged racism, sexism and homophobia“.

### Disco Demolition Night
Disco Demolition Night nebo také Noc demolice disca – někteří historici uvádějí 12. červenec 1979 jako "den kdy disco zemřelo", kdy se v Chicagu konala nechvalně známá antidisco demonstrace. Redaktoři Steve Dahl, Garry Meier a Michael Veeck (syn vlastníka týmu Chicago White Sox, Billy Veeckeho) z místní rockové rozhlasové stanice zinscenovali "Disco Demolition Night" (noc demolice diska), propagační akci s antidisco zaměřením, která se konanala v přestávce baseballového zápasu týmu White Sox. Během této události, kdy byly mimo jiné explozemi ničeny vinilové desky s disco hudbou, naštvaný dav zdemoloval sedadla a následně poškodil plochu stadionu Comiskey Park. Škody způsobené na stadionu dosahovaly tisíce dolarů.
Televizní průmysl – inspirující se podněty z hudebního průmyslu – reagoval s antidisco agendou zcela podobně. Nenávistný postoj na televizních obrazovkách vůči disco hudbě byl například obsažen v televizní situační komedii, "WKRP in Cincinnati".
Prudká zpětná reakce rovněž zasáhla Top 40 rádia, nesnášenlivost a negativní reakce od mnoha posluchačů Top 40 rádií přiměl tato rádia vysadit všechny disco písničky z oběhu a způsobené "díry" vyplnit hudbou jako new wave, punk rock a rockově orientovanými kousky. Jello Biafra z anarcho-punkové skupiny Dead Kennedys přirovnal disco ke kabaretní kultuře Výmarského Německa pro svoji lhostejnost vůči vládní politice a jeho šálivého zavírání očí. O této myšlence se také zpívá v písni "Halloween", B-strana písně "Saturday Night Holocaust".
Je třeba poznamenat to, že na rozdíl od USA, v Evropě nikdy nebyla uskutečněna akce vůči zaměřenému odporu proti disco hudbě, kultury a diskoték.
Během odporu a mohutnému úbytku popularity, přispělo k tomu, že některé nahrávací společnosti byly sloučeny či rozprodány. TK Records bylo uzavřeno v roce 1981. AMC Records bylo prodáno společnosti MCA Records v roce 1979. Neil Bogart, zakladatel Casablanca Records byl vyhozen v roce 1980 majitelem vlastnické firmy PolyGram. Robert Stigwood opustil RSO Records v roce 1981.

## Dědictví a vliv
Při přechodu sedmdesátých let na počátek osmdesátých lze taneční styly nejlépe ilustrovat na základě analýzy práce konkrétních umělců, aranžérů, producentů v rámci každého regionu a k danému času.
Příkladem může být Patrice Rushen a její největší díla – Haven't You Heard (1979) a Forget Me Nots (1982) prudce kontrastují a velmi dobře demonstrují změny mezi hudbou z pozdních sedmdesátých a raných osmdesátých let.
Orchestrální prvky Haven't You Heard, od rytmů až rohy a smyčce byly spoluaranžovány zpěvačkou Patrice Rushen, která rovněž uspořádala minutově dlouhé extravagantní smyčcový arangment pro úvod písně, u které účinkoval 100členný Losangeleský symfonický orchestr, který byl veden Charlesem Mimmsem, Jr., Reggie Andrewsem a Charlesem Vealem. V ostrém kontrastu používá Forget Me Nots synthetizátor pro udržení zvuku podobnému zvuku smyčcovému orchestru. Elektronické nástroje jako například ARP Solina String Ensemble, začaly nahrazovat velké orchestry na konci 70. let.
Tento odklon od tradičního disco soundu se nazývá post-disco a mezi interprety patří například Patrice Rushen, D. Train či Kashif.
Během začátku roku 1980 poklesl komplex složitých melodií, princip orchestralizace a struktur, které jsou charakteristické pro disco. Příklady některých písní, na kterých si lze ukázat tuto změnu jsou: Kool & the Gang – Celebration (1980), Rick James – Super Freak (1981), Grace Jones – Pull It To The Bumper (1981), Taana Gardner – Heartbeat (1981), Evelyn „Champagne“ King – Love Come Down (1982), The Pointer Sisters – I'm So Excited (1982), Prince – "1999" (1982), Madonna – Holiday (1983), Irene Cara – Flashdance (What A Feeling) (1983), Michael Jackson – Thriller (1983), Jocelyn Brown – Somebody Else's Guy (1984) a/nebo Klymaxx – Meeting in the Ladies Room (1984).

### Ve filmech
Mezi první filmy, které obsahovaly čistě na disco orientovanou hudbu byla ještě před Horečkou sobotní noci bondovka Špion, který mě miloval (1977). Hudbu složil Marvin Hamlisch.

### Hip hop, Electro
Disco hudba měla později vliv na vznik hip-hopu a na některé hip-hopové podžánry (jako crunk, snap či hyphy), také na britskou novou vlnu, dále na house a pak také na techno.

## Podžánry

### Space Disco
Space Disco je hudební žánr, který spojoval euro disco se synthezátory a se sci-fi motivy.
Popularita tohoto stylu se projevila na konci 70. let v době premiéry známých filmů Star Wars: Epizoda IV – Nová naděje a Blízká setkání třetího druhu.
Charakteristické pro tento hudební styl je použití laserových paprsků jakožto světelné efekty na diskotékách a mimozemsky futuristická sci-fi.

#### Příklady
- "Spacer" (1979) Sheila & B. Devotion
- "Automatic Lover" (1978) Dee D. Jackson
- "Star Wars: Title Theme" (1977) Meco

## Výčet některých umělců
Více na stránce věnované disco hudebníkům a disco písním